# Clyde (Texas)
Clyde è un centro abitato degli Stati Uniti d'America, situato nella contea di Callahan dello Stato del Texas.

## Geografia fisica
Clyde è situata a 32°02′04″N 99°03′00″W (32.4044, -99.4982).
Secondo lo United States Census Bureau, ha un'area totale di 2,4 miglia quadrate (6,2 km²).

## Società

### Evoluzione demografica
Secondo il censimento del 2000, c'erano 3.345 persone, 1.292 nuclei familiari, e 989 famiglie residenti nella città. La densità di popolazione era di 1.401,0 persone per miglio quadrato (540,4/km²). C'erano 1.410 unità abitative a una densità media di 590,6 per miglio quadrato (227,8/km²). La composizione etnica della città era formata dal 96,29% di bianchi, lo 0,36% di afroamericani, lo 0,39% di nativi americani, lo 0,18% di asiatici, lo 0,12% di isolani del Pacifico, l'1.58% di altre razze, e l'1.08% di due o più etnie. Ispanici o latinos di qualunque razza erano il 4,04% della popolazione.
C'erano 1.292 nuclei familiari di cui il 36,5% avevano figli di età inferiore ai 18 anni, il 60,2% erano coppie sposate conviventi, il 13,9% aveva un capofamiglia femmina senza marito, e il 23,4% erano non-famiglie. Il 22,0% di tutti i nuclei familiari erano individuali e il 12,5% aveva componenti con un'età di 65 anni o più che vivevano da soli. Il numero di componenti medio di un nucleo familiare era di 2,56 e quello di una famiglia era di 2,96.
La popolazione era composta dal 28,7% di persone sotto i 18 anni, il 6,8% di persone dai 18 ai 24 anni, il 25,0% di persone dai 25 ai 44 anni, il 21,8% di persone dai 45 ai 64 anni, e il 17,7% di persone di 65 anni o più. L'età media era di 37 anni. Per ogni 100 femmine c'erano 86,6 maschi. Per ogni 100 femmine dai 18 anni in giù, c'erano 82,5 maschi.
Il reddito medio di un nucleo familiare era di 33.085 dollari, e quello di una famiglia era di 37.257 dollari. I maschi avevano un reddito medio pro capite di 27.426 dollari contro i 22.188 dollari delle femmine. Il reddito medio pro capite era di 15.699 dollari. Circa il 5,3% delle famiglie e l'8.0% della popolazione erano sotto la soglia di povertà, incluso l'8.6% di persone sotto i 18 anni e il 6,3% di persone di 65 anni o più.